# 岡安プロモーション
有限会社岡安プロモーション（おかやすプロモーション）は、日本の映画やテレビなどの編集会社。創業者は岡安肇。代表取締役社長は小島俊彦。実写、アニメーション、ドキュメンタリーなど幅広く編集を手がける。1954年に設立された。
実写作品は岡安肇が今村昌平との関わりが深く、『黒い雨』で日本アカデミー最優秀編集賞を受賞。アニメーションは主にシンエイ動画、スタジオコメット作品などを多く手掛ける。
第36回日本アカデミー賞で、ネガフィルム編集部門で協会特別賞を受賞した。

## 編集担当作品

### シンエイ動画
- あたしンち
- エスパー魔美
- 美味しんぼ
- おぼっちゃまくん
- オバケのQ太郎
- クレヨンしんちゃん
- ゲームセンターあらし
- ご姉弟物語
- スティッチ! 〜ずっと最高のトモダチ〜
- チンプイ
- つるピカハゲ丸くん
- ドラえもん (1979年のテレビアニメ)（1990年代前半より井上編集室から引き継いで参加）
- ドラえもん (2005年のテレビアニメ)
- 21エモン
- 忍者ハットリくん
- 忍ペンまん丸
- パーマン
- ビリ犬
- プロゴルファー猿

### スタジオコメット
- 頭文字D
- おねがいマイメロディ
  - おねがいマイメロディ 〜くるくるシャッフル!〜
  - おねがいマイメロディ すっきり♪
  - おねがい♪マイメロディ きららっ★
- capeta
- キャプテン翼J
- ケロケロちゃいむ
- ジュエルペット
  - ジュエルペット てぃんくる☆
- サムライスピリッツ 破天降魔の章
- 真・女神転生Dチルドレン ライト&ダーク
- Saint October
- スクールランブル
  - スクールランブル一学期補習
  - スクールランブル二学期
  - スクールランブル三学期
- 涼風
- 宙のまにまに
- ついでにとんちんかん
- ツヨシしっかりしなさい
- Dr.リンにきいてみて!
- ドラゴンクエスト
- ハイスクール!奇面組
- ハイスクールミステリー学園七不思議
- バトルスピリッツ 龍虎の拳
- バトルファイターズ 餓狼伝説
  - バトルファイターズ 餓狼伝説2
  - 餓狼伝説 -THE MOTION PICTURE-
- 発明BOYカニパン
  - 超発明BOYカニパン
- ピーチガール
- ビックリマン2000
- ベイビィ★LOVE
- ホイッスル!
- マシュマロ通信
- まぼろしまぼちゃん
- 水色時代
- 陸奥圓明流外伝 修羅の刻
- 名門!第三野球部
- 妖怪人間ベム
- ワンワンセレプー それゆけ!徹之進

### その他
- ちびまる子ちゃん（日本アニメーション）
- あした天気になあれ（土田プロダクション）
- おじゃまんが山田くん（土田プロダクション）
- キャプテン翼（土田プロダクション）
- 黒姫 -桎梏の館-（ムークアニメーション、前編のみ）※18禁
- さすがの猿飛（土田プロダクション）
- 乃木坂春香の秘密（ディオメディア）
  - 乃木坂春香の秘密 ぴゅあれっつぁ♪（ディオメディア）
  - 乃木坂春香の秘密ふぃな～れ♪（ディオメディア）
- 魔法騎士レイアース（トムス・エンタテインメント）
- まんが日本史（土田プロダクション）
- 名犬ジョリィ（東宝株式会社）
- らんぽう（土田プロダクション）
- ロケットガール（ムークDLE）
- 秘密 〜The Revelation〜（マッドハウス）
- はぴねす!（アートランド）
- この青空に約束を― 〜ようこそつぐみ寮へ〜（アートランド）
- GUNSLINGER GIRL -IL TEATRINO-（アートランド）
- 伯爵と妖精（アートランド）
- TYTANIA -タイタニア-（アートランド）
- いちばんうしろの大魔王（アートランド）
- 閃乱カグラ（アートランド）
- 私のあしながおじさん（日本アニメーション）
- デュエル・マスターズ シリーズ（アセンション）
  - デュエル・マスターズ VS（アセンション）
  - デュエル・マスターズ VSR（アセンション）
  - デュエル・マスターズ VSRF（アセンション）
  - デュエル・マスターズ（2017年版、アセンション）
  - デュエル・マスターズ!（アセンション）

### 実写映画
- 人間蒸発（今村プロ）
- 恋狂い（日活）
- 昼下りの情事 変身（日活）
- 熟れすぎた乳房 人妻（日活）
- 職業別SEX攻略法（日活）
- 色道講座 のぞき専科（日活）
- やくざ観音 情女仁義（日活）
- 女子大生 SEX夏期ゼミナール（日活）
- 団地妻 昼下りの誘惑（日活）
- すけばん刑事 ダーティ・マリー（日活）
- 走れクラウス（走れクラウス製作上映委員会）
- 太陽の子てだのふあ（太陽の子プロダクション）
- ユリ子からの手紙（今村プロ）
- 楢山節考（東映、今村プロ）
- ア・ホーマンス（東映、キティ・フィルム、セントラル・アーツ）
- ビー・バップ・ハイスクール（セントラル・アーツ）
- 女衒（今村プロ）
- べっぴんの町（東映、柴田恭兵事務所）
- 黒い雨（今村プロ）
- BEST GUY（東映、三井物産、ウィングス・ジャパン、東北新社）
- ラスト・フランケンシュタイン（バンダイ、リットーミュージック、ピーエフフィルム）
- らせんの素描（バズ・カンパニー）
- ゴジラvsメカゴジラ（東宝映画）
- うなぎ（ケイエスエス、衛星劇場、グループコーポレーション）
- カンゾー先生（今村プロ、東映、東北新社、角川書店）
- 竜二 Forever（竜二 Forever製作委員会）
- ゴジラ2000 ミレニアム（東宝映画）

## 主な所属者
- 小島俊彦（代表取締役社長）
- 中葉由美子
- 村井秀明
- 三宅圭貴
- 藤本理子
- 山田健太郎
- 中山翔太

### 過去の所属者
- 岡安和子

- 掛須秀一（現：ジェイ・フィルム代表）
- 小野寺桂子
- 川崎晃洋（現：スタジオコメット所属）